# Jurgen van den Goorbergh
Jurgen van den Goorbergh (Breda, 12 de dezembro de 1969) é um ex-motociclista neerlandês.
Conhecido como The Flying Dutchman ("O Holandês Voador"), disputou 13 temporadas do Campeonato Mundial de Motovelocidade (atual MotoGP). Estreou em 1991, na categoria 125cc, pilotando uma Aprilia de sua própria equipe, obtendo 2 pontos. Seu melhor resultado na divisão intermediária foi um 4° lugar, no GP da Holanda de 1996 - também a melhor posição de chegada em sua carreira na MotoGP. Ele ainda conquistou 2 poles, em 1999 (Catar e República Tcheca).
Nas 500cc, Van den Goorbergh teve desempenho razoável, conquistando 2 quintos lugares (Grã-Bretanha, em 1997, e Austrália, em 2002). Após 2 anos disputando o Mundial de Supersport, regressou à MotoGP em 2005, pilotando uma Honda RC211V da equipe Konica-Minolta nos GPs de China e França, pontuando em ambas, como substituto do japonês Makoto Tamada, que estava lesionado. Após a etapa francesa, ele passou a dedicar-se a provas de enduro e também chegou a participar de 2 edições do Rali Dakar, em 2009 e 2010.
Seu irmão, Patrick van den Goorbergh, também foi motociclista e disputou a categoria 250cc entre 1991 e 1992.